# Бъри Порт
Бъ̀ри Порт (на английски: Burry Port; на уелски: Porth Tywyn, Порт Тъ̀уин) е град в Южен Уелс, графство Кармартъншър. Разположен е на брега на залива Кармартън Бей на Атлантически океан на около 100 km на северозапад от столицата Кардиф. На около 20 km на север от Бъри Порт се намира главният административен център на графството Кармартън. На 8 km на изток по брега на залива се намира най-големият град в графството Ланели. Има пристанище и жп гара. Морски курорт. Населението му е 4200 жители според данни от преброяването през 2001 г.